# Robert Franklin Armfield

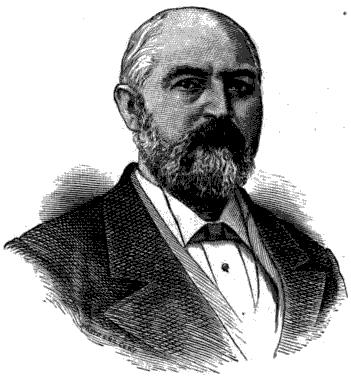
Robert Franklin Armfield

Robert Franklin Armfield (* 9. Juli 1829 bei Greensboro, North Carolina; † 9. November 1898 in Statesville, North Carolina) war ein US-amerikanischer Politiker. Zwischen 1879 und 1883 vertrat er den Bundesstaat North Carolina im US-Repräsentantenhaus.

## Werdegang
Robert Armfield besuchte die öffentlichen Schulen seiner Heimat und danach das Trinity College in Durham. Nach einem anschließenden Jurastudium und seiner 1845 erfolgten Zulassung als Rechtsanwalt begann er in Yadkinville in diesem Beruf zu arbeiten. Während des Bürgerkrieges stieg Armfield bis zum Oberstleutnant der Staatstruppen von North Carolina auf, die in das Heer der Konföderation integriert waren. Nach dem Krieg zog er nach Statesville, wo er wieder als Anwalt praktizierte.
Politisch war Armfield Mitglied der Demokratischen Partei. Zwischen 1874 und 1875 saß er im Senat von North Carolina, dessen Präsident er im Jahr 1874 war. Von 1875 bis 1876 fungierte er als Vizegouverneur seines Staates. Bei den Kongresswahlen des Jahres 1878 wurde er im siebten Wahlbezirk von North Carolina in das US-Repräsentantenhaus in Washington, D.C. gewählt, wo er am 4. März 1879 die Nachfolge von William M. Robbins antrat. Nach einer Wiederwahl konnte er bis zum 3. März 1883 zwei Legislaturperioden im Kongress absolvieren. Im Jahr 1882 verzichtete er auf eine erneute Kandidatur.
Nach seinem Ausscheiden aus dem US-Repräsentantenhaus betätigte Robert Armfield sich zunächst wieder als Anwalt. Zwischen 1889 und 1895 war er Richter am Superior Court; danach zog er sich in den Ruhestand zurück. Er starb am 9. November 1898 in Statesville.